# Heute
Heute (tyska för idag) är ett nyhetsprogram i den tyska TV-kanalen ZDF. Det omfattar dagliga nyheter om politik, ekonomi, vetenskap, kultur, samhälle, sport och väder. 

## Intro
Programintrot av Heute börjar med en analog klocka. Därefter spelas Morse-koden för Heute (···· · ··- - ·) upp och intro-animationen följer. 

## Sändningen klockan 19:00
Sändningen klockan 19:00 är med cirka 20 minuter den längsta utgåvan av Heute. I sändningen presenteras både rapporter av utländska studios och liverapporter av reportrar på plats. Fem minuter före sändningens slut läser en sportreporter i studion upp de senaste sportnyheterna. Därpå följer en väderprognos med en diplomerad meteorolog. 
På söndagar är sändningen endast 10 minuter lång.

## Produktion
Sedan den 25 juni 2007 sänder ZDF Heute i bildformatet 16:9. 
Sedan den 17 juli 2009 (ny studio) produceras sändningen i en modern byggnad. I redaktionen arbetar cirka 100 anställda med bland annat planeringen av kommande sändningar. Utlandskorrespondenter skickar sina rapporter (normalt 1:10 till 1:40 minuter) till sändningscentrum i Mainz. 

## Första kvinnliga nyhetsuppläsaren i Tyskland
Den 12 maj 1971 läste Wibke Bruhns som första kvinnliga nyhetsuppläsaren i Heute upp nyhetssändningen klockan 22:15. I det då fullständigt av män dominerade tevelandskapet var det en stor sensation; ZDF var långt före ARD, som var övertygade om, att bara män kan läsa nyheterna trovärdigt och övertygande. 